# Philodendron spruceanum
Philodendron spruceanum är en kallaväxtart som beskrevs av George Sydney Bunting. Philodendron spruceanum ingår i släktet Philodendron och familjen kallaväxter. Inga underarter finns listade.